# Nagy Gy. Margit
Nagy Gy. Margit (asszonynevén Varga Miklósné, Mezőtúr, 1931. március 17. – Miskolc, 2015. október 25.) magyar gobelin- és tűzzománcművész. Miskolcon alkotott. Férje Varga Miklós szobrászművész volt.

## Életútja, munkássága

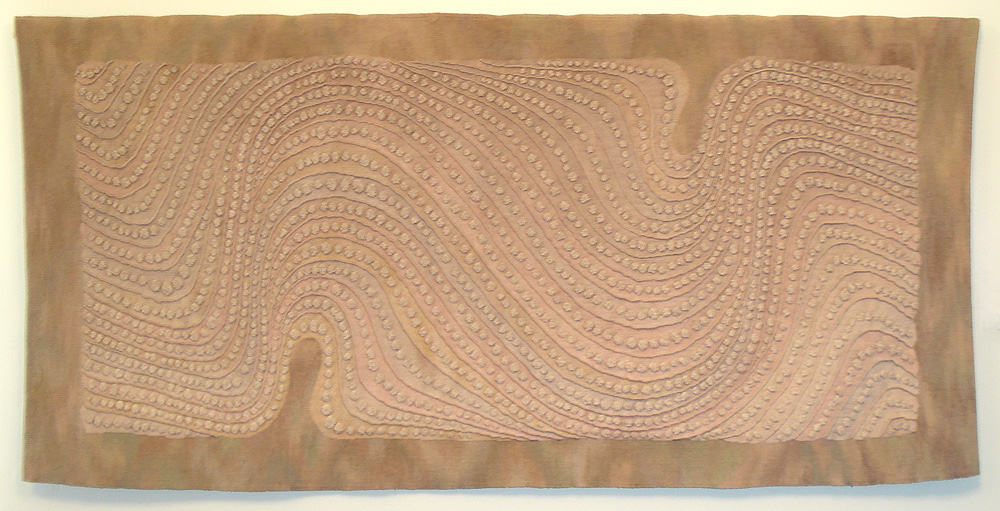
Nagy Gy. Margit gobelinje

Nagy Gy. Margit édesapja csizmadiamester volt, négy lánya közül Margit volt a legkisebb. A család eredeti családneve Nagy György, ezt őrzi a Gy. rövidítésben. Iskoláit Mezőtúron járta, a Teleki Blanka Gimnáziumban, 1941 és 1945 között. A textilművészet iránt leginkább kézimunkázó tanárnője, Szűcs Imréné Tóth Ilona hatására kezdett érdeklődni. A képzőművészettel kapcsolatos általános ismereteket viszont a református gimnázium nagy hatású rajztanárától, Várady Lajostól tanulta meg. Ebbe a körbe járt későbbi férje, Varga Miklós is.
Tizennégy éves korában felvételizett az Iparművészeti Iskolába, de mivel az iskola éppen akkor „avanzsált” főiskolává, ő a Szépművészeti Líceumba került, amiből lett később az Iparművészeti Gimnázium, és itt érettségizett le. Szülei azzal a feltétellel engedték a fővárosba, hogy Budapesten dolgozó nővére vigyáz rá. Egy mezőtúri ismerősnél kaptak albérletet. Az iskolában Göller Miklós, a szentendrei iskolához tartozó festőművész volt a tanára, aki bevezette hallgatóit a modern művészet szemléletébe, képzőművészeti kiállításokra vitte őket. Egy ilyen alkalommal, a Károlyi-palotában, az akkori Fővárosi Képtárban 1948-ban rendezett kiállításon látta meg Ferenczy Noémi Gereblyézők című gobelinjét. Itt határozta el végérvényesen, hogy ő is ezt az utat választja.
1950-ben felvették a Magyar Iparművészeti Főiskolára, ahol a rektor (Schubert Ernő) önhatalmúlag osztotta el az új hallgatókat, így került Nagy Gy. Margit a szőnyegtervezőkhöz. Másodéves korában azonban átkérte magát Ferenczy Noémi osztályába, aki szívesen fogadta, igaz, azzal a feltétellel, hogy a csonka félévét újra kezdi. Érdemes felsorolni a Ferenczy-növendékeket: harmadéves volt Metzger Erzsébet és Kordováner János, másodéves Prepelicza Katalin és Solti Gizella (ők voltak gimnáziumi barátnői), az elsősök Szőke Erzsébet és Nagy B. István. Utóbbiakhoz csatlakozott tehát Nagy Gy. Margit. Ismert egy fényképfelvétel 1954-ből, ahol Ferenczy Noémi, mint „tyúkanyó” ül tanítványai körében, aki valóban szinte pótanyaként is szerepelt a fiatalok között, etette, néha ruházta őket, és mindig nekik mutatta meg újonnan elkészült alkotásait, még a szövőszéken.
1952-ben házasságot kötött Varga Miklóssal, a szintén mezőtúri származású fiatal szobrásszal, majd 1955-ben kislányuk született (Ferenczy Noémi nem örült ennek, szerinte a gyerek akadályt jelent a művészi életben). A Derkovits Kollégium családos szárnyában laktak. 1957-ben Varga Miklós ösztöndíjával Kecskemétre, a „Műkert”-ben kialakított Művésztelepre költöztek. Itt kapta első megbízatását, a Szüret című gobelinre. A tervet megmutatta a Kecskemétre leutazó Ferenczy Noéminek, akinek tetszett a karton. A mű elkészült, torontáli technikával, de gobelinszerű megvalósítással, és a bécsi VIT magyar pavilonjában sikerrel mutatták be (az alkotás jelenleg lappang). Ferenczy Noémi még a halála (1957) után is segítette tanítványát: a végrendeletében Nagy Gy. Margitot is megnevezte örökösei között, ennek révén sikerült szövőszékhez jutnia.
1960-ban – a kecskeméti ösztöndíj lejárta után – Miskolcra költöztek. Diósgyőrben, a Szinyei Merse Pál utcában építette a város második művésztelepét. Szomszédjaik között – ha nem is azonos időpontban – megfordult Imreh József festőművész, Lukovszky László festő- és grafikusművész, Kunt Ernő festőművész, majd Dezső József festőművész és Pető János grafikusművész. A művészházaspárból Varga Miklós rögtön megtalálta a számítását, bekapcsolódott Miskolc kulturális életébe, és megrendeléseket is kapott. Nagy Gy. Margitot azonban lassabban fedezték fel, talán a műfaj sajátságából adódó nagyon hosszú átfutási idő riasztotta el a potenciális helyi megrendelőket. Mindazonáltal 1961-ben elnyerte az új Madách Színház számára kiírt pályázatot. Ide készítette 160×360 cm-es méretű, Tavasz című alkotását, amit 1962-ben fejezett be. Az alkotás elbűvölte a közönséget, mára azonban sajnos csak a kartonja maradt fenn (ezt állították ki a 2005-ös retrospektív kiállításon, ismét nagy sikert aratva), maga a gobelin eltűnt egy felújítás során. Az Oktatási Minisztérium számára készült az Alkony vagy Ülő lány kecskével című műve (1966), ami életművének szintén egyik fontos darabjának számít. Zenélők sorozata 1960 és 1968 között született. A kétalakos Zenélők I nőiességükben bájos hárfás és fuvolás lányt ábrázol zenélés közben. Az alkotás Svájc magyar nagykövetségére került. A négyalakos Zenélők II a Borsod-Abaúj-Zemplén megyei szakszervezet székháza számára készült, azonban ez az alkotás is lappang jelenleg. A gobelinen ábrázolt hajlékony lányalakok ritmust és harmóniát fejeznek ki. Az egyalakos Zenélő I és Zenélő II lantos és furulyás alakot mutat, magántulajdonban vannak.
Mikor 1973-ban megjelent a Művészet című folyóiratban egy interjú a művészházaspárral, derült fény arra, milyen irdatlan munkabefektetéssel készül egy gobelin. Egy hat négyzetméteres alkotáson – amit a nagykanizsai házasságkötő terem számára készített – már négy éve szőtte. Emiatt Nagy Gy. Margit áttért az úgynevezett „előfonat” technikára. A vastagabb, de nem merev szálak alkalmazása felgyorsítja a manuális munkát. Így született 1975-ös Siratók című alkotása, ami a Herman Ottó Múzeum tulajdona. A kép függőleges állású, a három sirató nőalak egymásba fonódása mintegy felfokozza a fájdalmat. Érdekes, hogy abban az időszakban, amikor Varga Miklós „cirkuszos” kisplasztikákat készített, Nagy Gy. Margit megszőtte Bohóc I és Bohóc II című harlekin képeit. Egy időre visszavonult az országos tárlatoktól, szívesebben vett részt a Miskolci Téli Tárlatokon és a Salgótarjáni Tavaszi Tárlatokon. A nagy pályázatok megszűnése után a miskolci és a környékbeli nagyüzemek léptek elő megrendelővé (Lenin Kohászati Művek, Miskolci Fonoda, Salgótarjáni Öblösüveggyár és mások). A kohászati nagyüzem megbízására készült például Metallográfia című alkotása, amelyhez az „acél” szövetének nagyított metallográfiai felvételeit használta fel. Az alkotás a vezérigazgatói szobába került.
Alkotásaiban egyre többet foglalkozott az elvonatkoztatott, absztrakt ábrázolásokkal, majd egyszínű, „plasztikus szőnyegeket” és sík hatású „kettős szőnyegeket” készített. Műveivel részt vett az 1985-ben, a Műcsarnokban megrendezett „Magyar gobelin 1945–1985” című kiállításon.
1985-ben egészségi problémák miatt kénytelen volt felhagyni a gobelinművészettel (a belélegzett pici textilszálak károsították a tüdejét), még a szövőszékétől is megszabadult. Ezután a tűzzománc technikája kezdte el foglalkoztatni, a technikát Morelly Edit segítségével „tanulta ki”, és részt vett a Nyírbátorban és Kecskeméten rendezett tűzzománc találkozókon is.

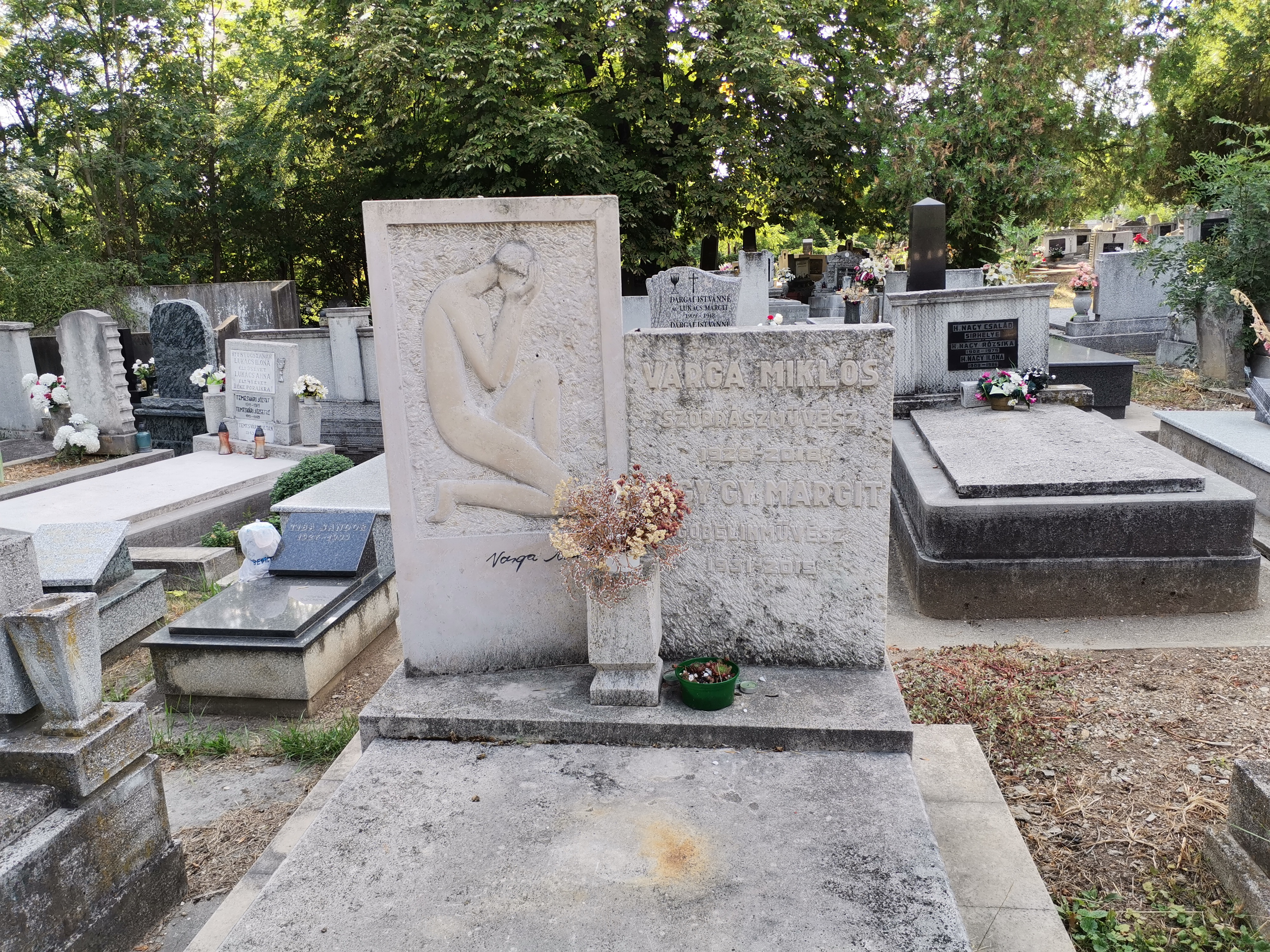
Férjével, Varga Miklóssal közös sírja Miskolcon, 2022

2005-ben retrospektív kiállítást rendeztek a művészházaspár alkotásaiból a Herman Ottó Múzeumban, ugyanebben az évben portréfilmet készített róla Czikora Ágnes, a Miskolci Televízió szerkesztője. Ugyancsak 2005-ben kapta meg a Borsod-Abaúj-Zemplén megyei Közgyűlés alkotói díját. 2008. március 15. alkalmából a Magyar Köztársasági Ezüst Érdemkereszt kitüntetésben részesült.
Nagy Gy. Margit alkotásai megtalálhatók a miskolci Herman Ottó Múzeumban, a Kecskeméti Képtárban, a Magyar Nemzeti Galériában, a Műcsarnokban és a kaposvári Rippl-Rónai Múzeumban.
2015. október 25-én elhunyt, a miskolci Deszkatemetőben nyugszik.
Időskori arcképét és életrajzának főbb állomásait lásd a Múzsák Kertje Alapítvány honlapján.

## Válogatott kiállításai
- 1958 – Katona József Múzeum, Kecskemét
- 1958 – Ernst Múzeum, Budapest
- 1959 – Műcsarnok, Budapest
- 1959 – Világifjúsági Találkozó, Bécs (majd Moszkva és Bukarest)
- 1960-tól – A Miskolci Országos Képzőművészeti Kiállítások (Téli Tárlatok) rendszeres szereplője
- 1965 – Szegedi Nyári Tárlat, Szeged
- 1967 – Kiállítási Csarnok, Mezőtúr
- 1969 – Tokaji Tavasz, Tokaj (Varga Miklóssal)
- 1969 – Szőnyi István-terem, Miskolc (Horváth Magdolnával)
- 1972 – Bányász klub, Edelény (Varga Miklóssal)
- 1975 – Miskolci Galéria (Varga Miklóssal)
- 1976 – Gárdonyi Géza Színház, Eger (Varga Miklóssal)
- 1977 – Kassa, Poprád (Csehszlovákia)
- 1978 – Salgótarjáni Tavaszi Tárlat, Salgótarján
- 1980 – Szentendre
- 1980 – Katowice (Lengyelország)
- 1981 – Miskolci Galéria, (Varga Miklóssal)
- 1982 – Zalaegerszeg, (Varga Miklóssal)
- 1983 – Miskolci Művészek, Herman Ottó Múzeum, Miskolc
- 1984 – Neubrandenburg (Németország)
- 1985 – Műcsarnok, Budapest
- 1986 – Vologda (Szovjetunió)
- 1989 – Kortárs Magyar Zománcművészet, Kecskemét
- 1997 – Herman Ottó Múzeum, Miskolc
- 2005 – Herman Ottó Múzeum, Miskolc (Varga Miklóssal)
- 2009 – Feledy Gyula és miskolci kortársai, Feledy-ház, Miskolc
- 2018 - Miskolci Galéria, Miskolc - Nagy Gy. Margit (1931-2015) goblenművész és Varga Miklós szobrászművész kiállítása

## „Köztéri” művei
- 1958 – Szüret (lappang)
- 1958 – Békét! Kína (állami ajándék)
- 1959 – Faültető, Kulturális Minisztérium
- 1960 – Zenélők I., Svájci magyar nagykövetség
- 1961 – Kecskepásztor, Miskolc (lappang)
- 1961 – Anya gyermekkel, Miskolc (lappang)
- 1961 – Bújj-bújj zöldág, Miskolc (lappang)
- 1963 – Tavasz, Madách Színház, Budapest (lappang)
- 1965 – Bányászok, Miskolc város Polgármesteri Hivatal
- 1966 – Alkony (Ülő lány kecskével), Oktatási Minisztérium
- 1967 – Zenélők, Borsod-Abaúj-Zemplén Megyei Szakszervezeti Székház, Miskolc (lappang)
- 1975 – Házasságkötők, Házasságkötő Terem, Nagykanizsa
- 1975 – Siratók, Herman Ottó Múzeum, Miskolc
- 1976 – Tenger fehér madárral, Borsod-Abaúj-Zemplén megyei önkormányzat
- 1977 – Virágzó fa, Mezőtúr
- 1977 – Variációk egy témára III., Műcsarnok, Budapest
- 1977 – Variációk egy témára IV., Herman Ottó Múzeum, Miskolc
- 1978 – Keletkezés I., Mezőtúr
- 1978 – Keletkezés II., Műcsarnok, Budapest
- 1978 – Keletkezés III. (Kibontakozás), Borsod-Abaúj-Zemplén megyei önkormányzat
- 1980 – Plasztikus variációk egy témára III., Miskolc város Polgármesteri Hivatal
- 1981 – Kettős szőnyeg III., Miskolc város Polgármesteri Hivatal
- 1981 – Jelek II. (Szorongás), Rippl-Rónai Múzeum, Kaposvár
- 1983 – Kompozíció, Herman Ottó Múzeum, Miskolc
- 1984 – Kompozíció, MTA Miskolci Akadémiai Bizottság, Miskolc
- 1987 – Metallográfia (Inspiráció), Diósgyőri Acélművek, Miskolc